# Escuer Alto

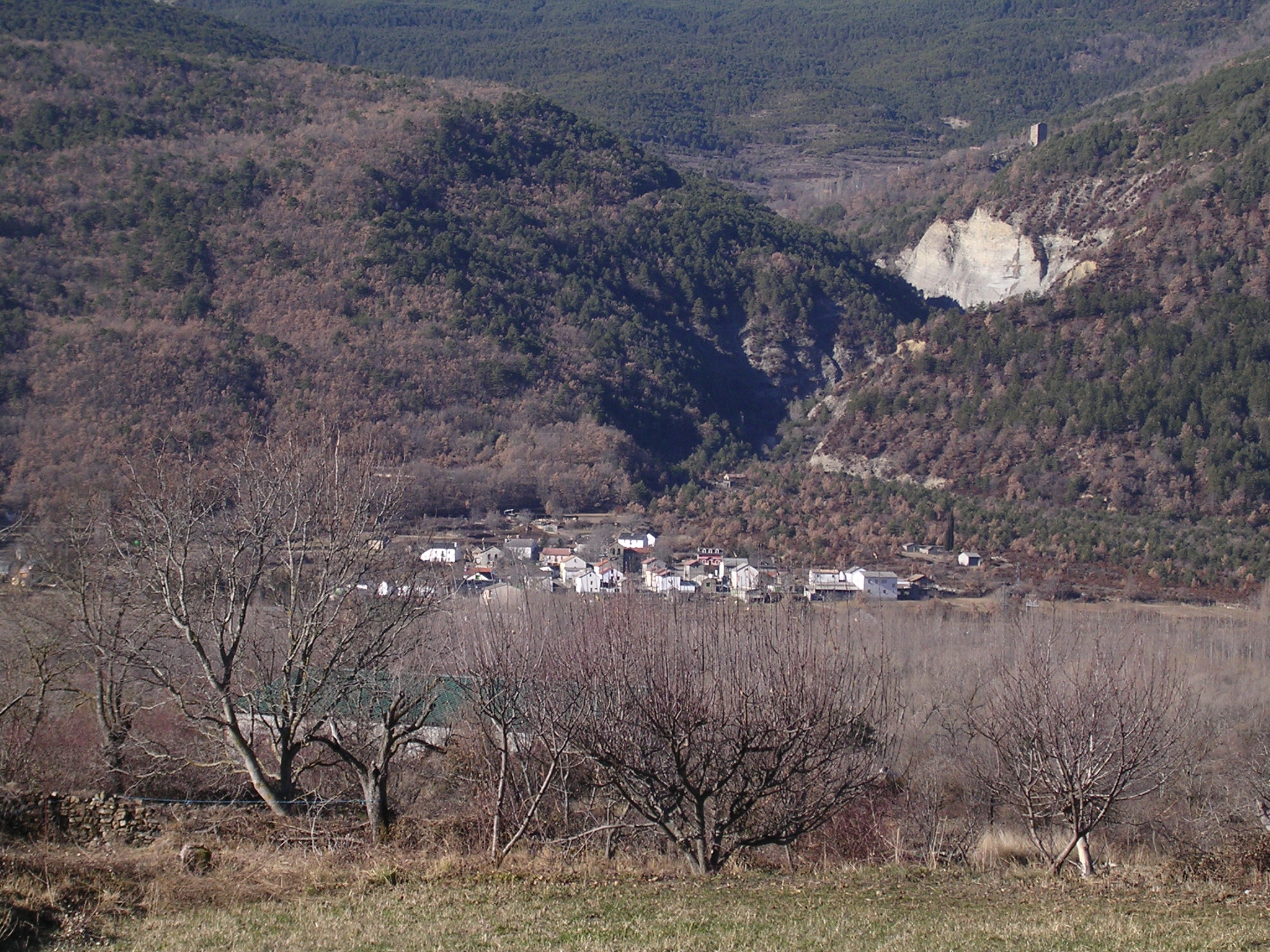
Vista d'Escuer Bajo i la torre d'Escuer Alto

Escuer Alto és un despoblat prop de la població aragonesa de Biescas i pertanyent al seu municipi. L'Escuer Alto és al costat de la carretera N-260, a 4,2 quilòmetres Biescas, per arribar a Escuer Alto hi ha un camí de fàcil accés, d'unes dues hores a peu i d'un segon camí accessible amb vehicle per l'altre costat del barranc.

## L'antic poble
Escuer Alto no ha sobreviscut a dècades d'abandonament i espoli i avui la vegetació engoleix qualsevol resta de construcció. Únicament algunes bordes, la font, les ruïnes de l'església i la torre són reconegudes entre la malesa vegetal.
El poble va arribar a tenir 23 cases a començaments del segle xx, incloses l'escola i el molí, organitzades en dos barris diferenciats i separats pel barranc. El barri principal, on es concentraven la majoria d'edificis, la font, l'església de San Bartolomé i la torre; i l'anomenat barri verd, conformat per tres cases i els seus edificis auxiliars.
Totes les cases presentaven els signes comuns a l'arquitectura popular de la comarca. Adaptant-se al pendent, sense una trama urbana definida, eren construccions de pedra i fusta, on no mancaven grans xemeneies troncocòniques, solaneres de fusta orientades al sud i alguns escuts nobiliaris de famílies infanzones.

## Història
No són molt abundants les cites històriques que anomenen Escuer. Potser la més antiga sigui de 1184, quan en un document del desaparegut monestir de San Andrés de Fanlo s'anomena a Sancho de Escuer i el seu gendre Guillermo com propietaris de finques en el veí lloc d'Arguisal. En altres documents, procedents del Monestir de Sant Joan de la Penya, s'anomena a Beltran de Escuer en 1315 i a Egidio de Escuer com propietaris d'un camp i d'un hort lindant amb possessions del desaparegut Monestir de Sant Salvador de Sorripas.
Pascual Madoz, en el seu Diccionario Geogràfico (1845-1850), ens diu que el lloc era colpejat pels vents del nord i sud, tenia 20 cases i una escola amb 16 nens dotada de 640 rals anuals, una església parroquial dedicada a Sant Bartomeu que tenia annexa la d'Arguisal i una ermita dedicada a Santiago. A més a més, comenta que el terreny era d'ínfima qualitat i que estava molt perjudicat pels corrents de dos barrancs que baixen de l'alta muntanya i que arrossegaven tota la terra vegetal. Per acabar, apunta que s'hi conreava blat, civada, ordi i mongetes, es criava bestiar oví, la caça la componien fonamentalment perdius i llebres i es pescaven truites en el llunyà riu Gàllego.
Abans de la Guerra Civil Espanyola es va iniciar l'abandonament del poble, canviant la seva ubicació al lloc on actualment es troba l'anomenat Escuer Nuevo. Aquest èxode fa ser propiciat per la millor comunicació, al costat de la carretera, i fomentat pel mestre adscrit al poble. En 1936 encara quedaven 8 veïns, dels quals 4 seguien vivint el 1941. Aquest abandonament accelerà, a més a més, la total ruïna del poble, ja que molts veïns van optar per endur-se elements constructius de les seves antigues cases per construir les noves.

## La Torraza de Escuer
La Torrassa o Castell d'Escuer és una fortificació de finals de l'edat mitjana. Juntament amb la Torrassa de Biescas i la Torre del Moro de Làrrede forma part del sistema defensiu de la zona mitjana del Gàllego. El seu interès rau, a més a més del seu estat de conservació, en la seva força i la seva extraordinària ubicació, i al contrari que les altres dues, conserva el seu perímetre emmurallat i la seva capella.
Situada en un emplaçament pràcticament inexpugnable, la torre va ser construïda al segle XV i es va reformar profundament al segle xvi. En l'origen, l'estructura de la fortificació era la mateixa que l'actual: torre, muralla amb entrada situada al sud i capella amb accés des de l'interior del recinte.
La torre era un superb immoble de cinc plantes, amb pisos de fusta, amb un accés a peu de carrer i un altre d'elevat mitjançant una escala en la que s'obre un aljub.
Totes les portes són adovellades, descansant la llinda sobre impostes. L'occidental presenta, a més a més, decoració consistent en esferes i dos motillons. A la façana sur una filera de forats de la bastida delata l'existència d'una galeria correguda a la que s'arribava per una altra porta a la meitat oriental del parament.
Nombroses espitlleres s'obren en les seves quatre cares. Tres d'elles en forma de creu i coronades per carreus tallats. Al sud i a l'oest, diversos vans, un d'ells geminat, dotaven de llum a l'interior.
Interiorment l'edifici presentaria una gran austeritat, únicament una pica situada al tercer pis trencava l'castrense de l'edifici. Encara que, l'interior actual poc té a veure amb l'original. En el segle xvi es va emprendre una important reforma consistent en la construcció de voltes de canó, que va ocasionar que de les cinc plantes originals es reduïssin a tres. El desenvolupament de les voltes va fer que nombroses espitlleres quedessin tapades i inutilitzades. En aquesta reforma es va haver de tancar també l'accés des de l'interior del recinte de la capella, i es va obrir una porta al sud.